# Sansevieria roxburghiana
Sansevieria roxburghiana är en sparrisväxtart som beskrevs av Schult. och Julius Hermann Schultes. Sansevieria roxburghiana ingår i släktet bajonettliljor, och familjen sparrisväxter. Inga underarter finns listade i Catalogue of Life.

## Bildgalleri

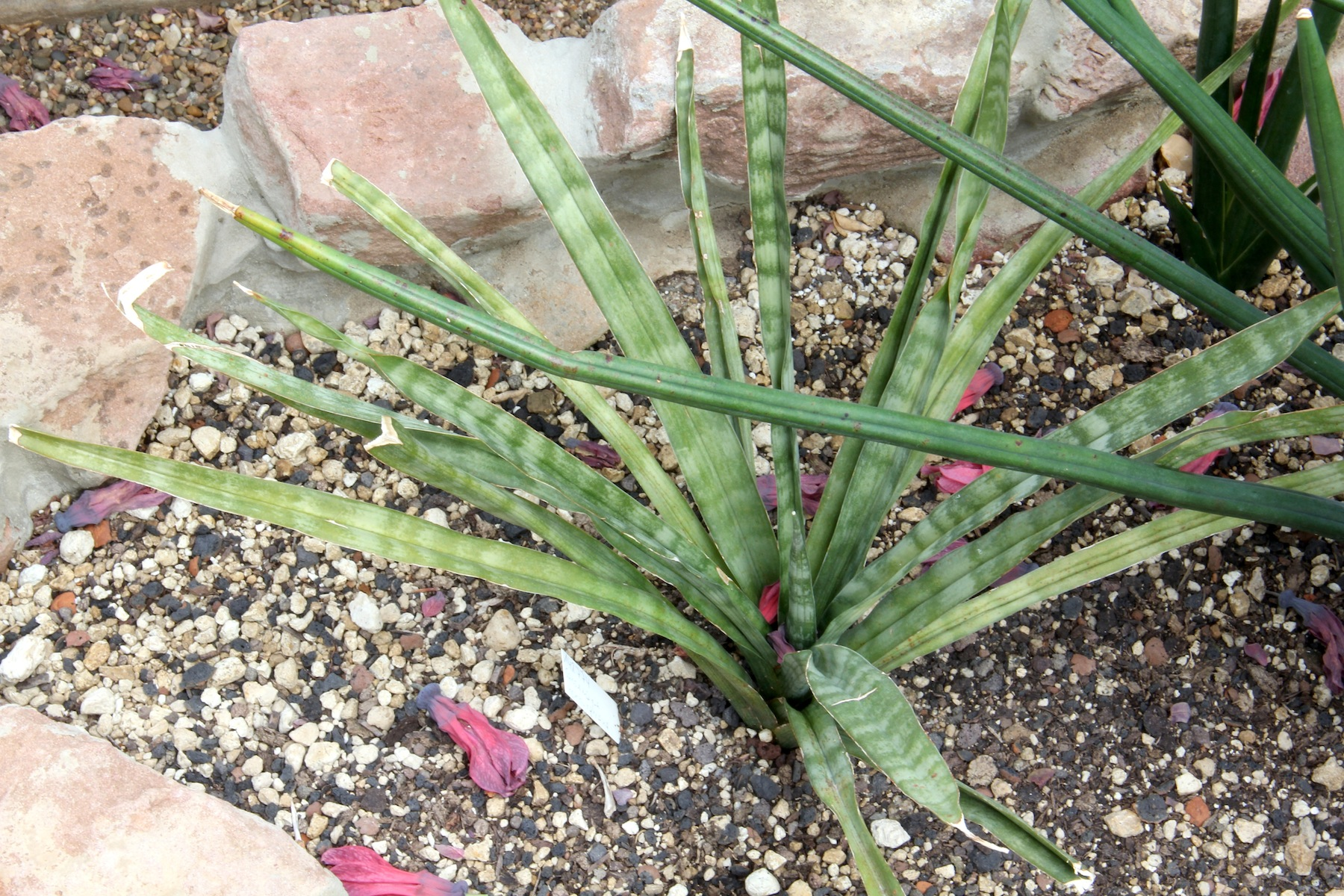